# Ligue Communiste Révolutionnaire (Frankrijk)
De Ligue Communiste Révolutionnaire was een politieke partij in Frankrijk, die van 1969 tot 2009 bestond. In 2009 ging de partij op in de Nouveau Parti anticapitaliste. Het was evenals de Lutte Ouvrière een trotskistische partij met extreemlinkse standpunten. Het was de Franse afdeling van de IVe Internationale en volgde op die manier een aantal eerdere communistische partijen op.
Olivier Besancenot, die kandidaat voor de presidentsverkiezingen van 2002 en die van 2007 was, was lid van de Ligue Communiste Révolutionnaire.
Samenstelling per 27 juli 2019 
 De deelnemende partijen met de meeste zetels worden genoemd, alleen de partijen met een enkele zetel binnen de fractie ontbreken.